# José Urioste Velada
José Urioste y Velada (Don Benito, 1 de julio de 1850-Madrid, 24 de mayo de 1909) fue un arquitecto español.

## Biografía
Nació en la localidad pacense de Don Benito en 1850, aunque desde muy joven residió en Madrid, donde realizó sus estudios. Obtenido el título de arquitecto en 1871, entró al servicio de la villa de Madrid en 1873, ocupando sucesivamente los puestos de secretario de la Junta Consultiva municipal, director de Fontanería y Alcantarillado y arquitecto de Sección, y decano de los del Ayuntamiento.

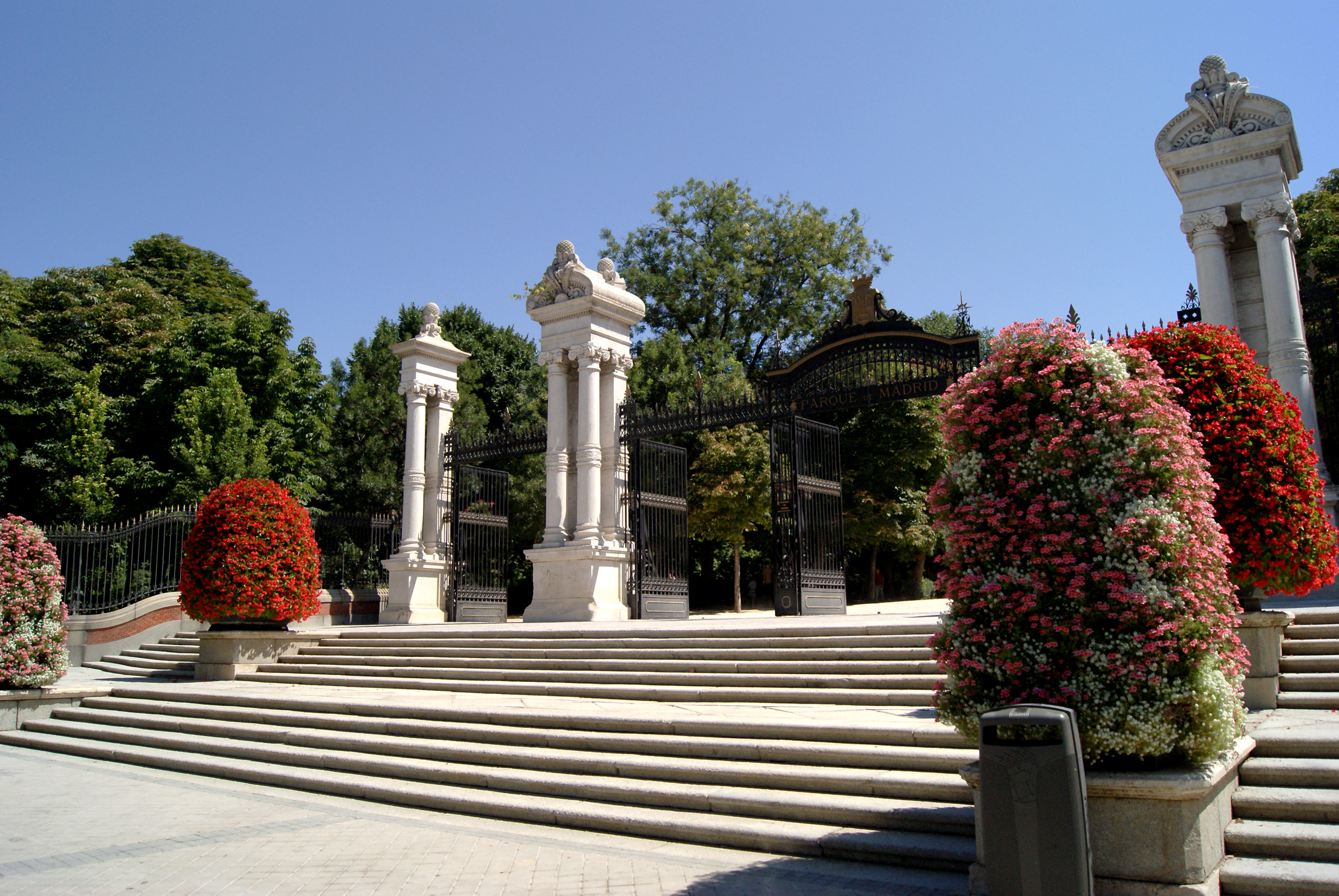
Puerta de España, en el parque del Retiro

Ejerció también como arquitecto del Ministerio de Ultramar (nombrado el 24 de febrero de 1882), de Gobernación (nombrado el 14 de marzo de 1884) y de Fomento (nombrado el 23 de febrero de 1895), y vocal-inspector de la Junta Facultativa de Construcciones civiles del Ministerio de Instrucción Pública y Bellas Artes (nombrado el 1 de enero de 1907).
Entre los trabajos y obras que realizó en Madrid, se cuentan los de instalación de las fuentes de los Galápagos y de la Alcachofa en el parque del Retiro, y la traslación de la de Neptuno al centro de la plaza de Cánovas del Castillo. Además proyectó y dirigió la construcción de las puertas monumentales del Retiro (Puerta de la Independencia, Puerta de España y Puerta de Hernani). Cabe destacar que la Puerta de la Independencia se ubicó inicialmente en el Casino de la Reina en la Ronda de Toledo, siendo llevada como entrada del Retiro posteriormente.  
Proyectó y dirigió el cerramiento del Jardín Botánico por las calles de Alfonso XII y de Moyano, así como el edificio construido para Laboratorio municipal en la calle de Bailén, dirigiendo otras varias obras de relativa importancia, como la verja del parque del Retiro, y diferentes reformas de edificios municipales. Se le concedió la gran cruz de Isabel la Católica (1887) por una acción en un incendio en la que habría puesto su vida en peligro. Desde el 21 de octubre de 1884 fue jefe superior honorario de Administración civil.

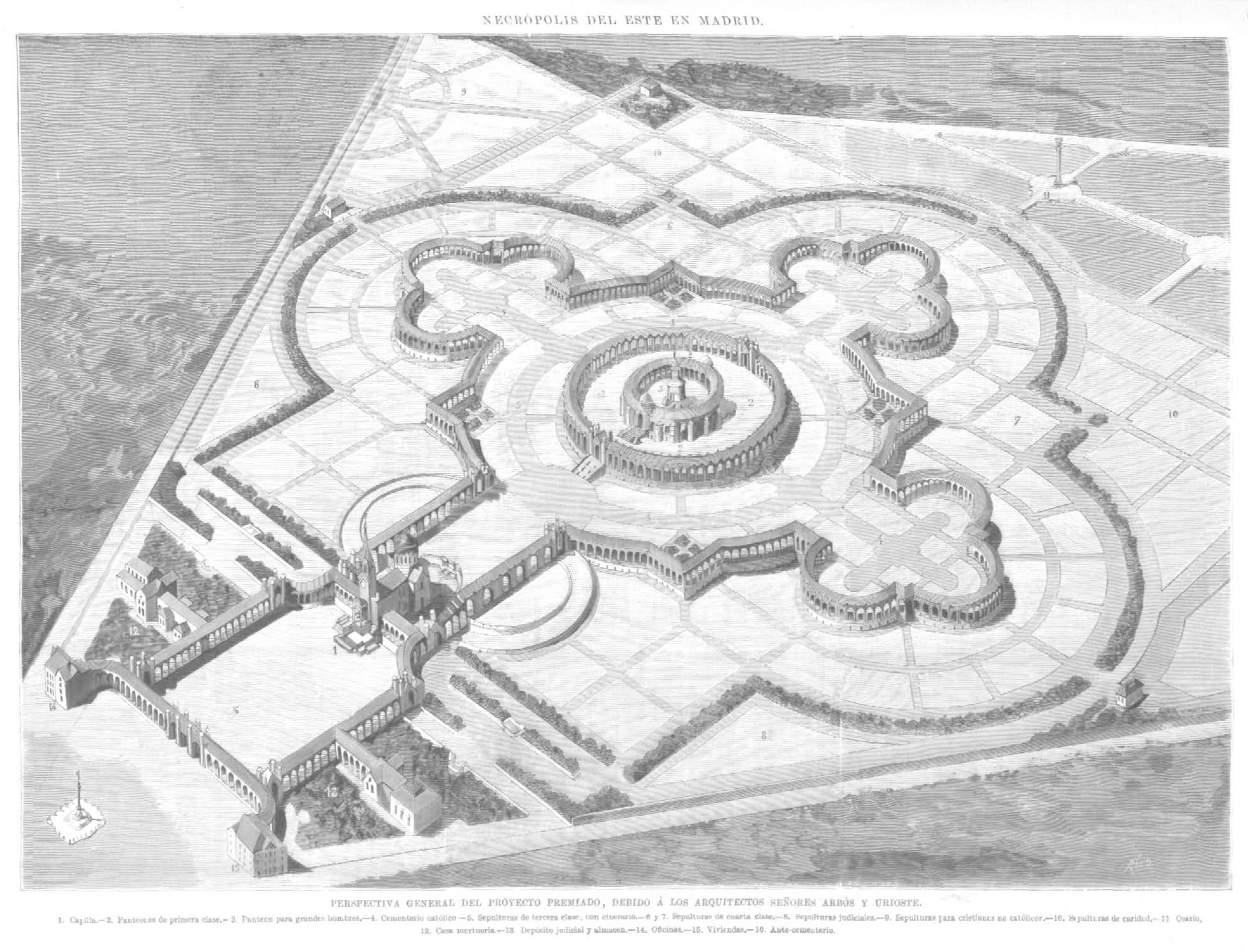
Perspectiva general del proyecto premiado de Arbós y Urioste para la necrópolis del Este

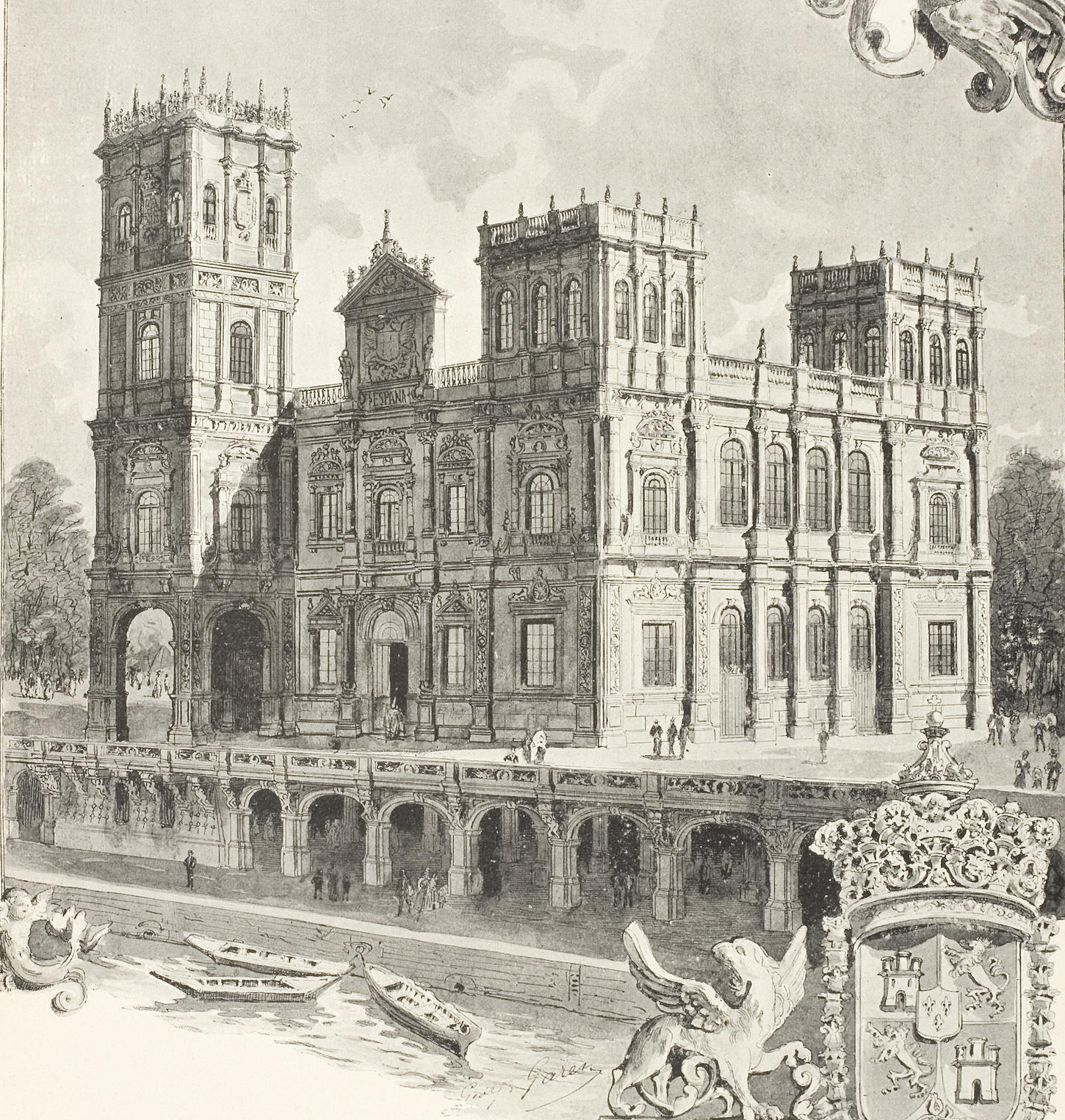
Pabellón de España en la Exposición Universal de París (1900), de estilo neoplateresco.

Obtuvo junto a Fernando Arbós el primer premio en el concurso convocado para la necrópolis del Este, que sin embargo no se realizó tal y como lo concibieron sus autores. Como arquitecto del Ministerio de Fomento le fue encomendada la restauración de la iglesia de Santa María en Lebeña (provincia de Santander), acerca de la cual publicó una monografía, ilustrada con numerosas fototipias. Esta reforma la acometió en 1895, dos años de la declaración del inmueble como monumento nacional, derribando la torre y construyendo otra nueva.
Por real orden de 23 de marzo de 1897, fue nombrado por el Ministerio de Fomento arquitecto-jefe, director del servicio de arquitectura en la Comisaría regia de España para la Exposición Universal de 1900 en París, levantando un edificio por el que obtuvo un premio de honor. En dicha exposición obtendría además dos medallas de oro por otros trabajos.

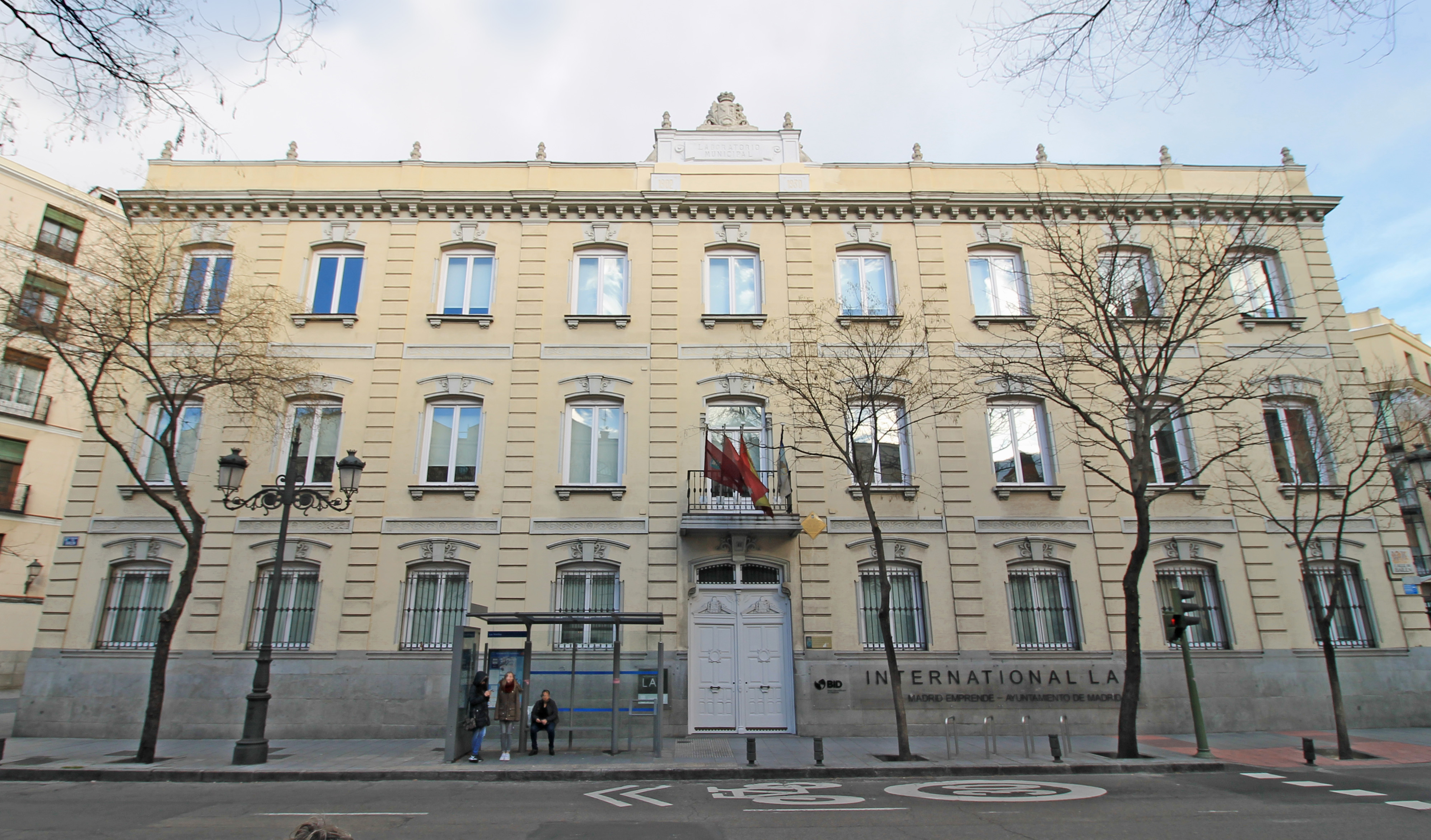
Antiguo laboratorio municipal de Madrid.

También tuvo a su cargo la construcción del edificio destinado a Instituto Oftálmico en la calle de Zurbano, con vuelta en chaflán a la de Jenner y el depósito de cadáveres del Hospital provincial. Bajo sus proyectos y dirección se construyeron en el cementerio de San Isidro los panteones del duque de Sueca, marqueses de Aguilar de Campóo y Viana, condes de Oñate, Valencia de Don Juan y Torreanaz, los de Gallo y Vives y Céspedes, y en el de San Justo el del señor Martel. En lo relativo a viviendas, construyó más de setenta casas en Madrid. Entre las más notables figuraron inmuebles en el número 10 de la calle de Alcalá, con accesorios a la carrera de San Jerónimo 11 y 13, donde se estableció el Crédit Lyonnais, cuya instalación y decorado también dirigió; tres señaladas con los números 6 duplicado, 8 y 8 duplicado de la calle del Barquillo, las 5, 7 y 9 de la calle de la Lealtad, Juan de Mena 12 y otras. Hizo también varias e importantes obras en diferentes casas y era arquitecto de la Sociedad Gran Peña, Banco Hispano-Americano —de cuya terminación se encargó tras el fallecimiento de Eduardo de Adaro— y del Crédit Lyonnais.

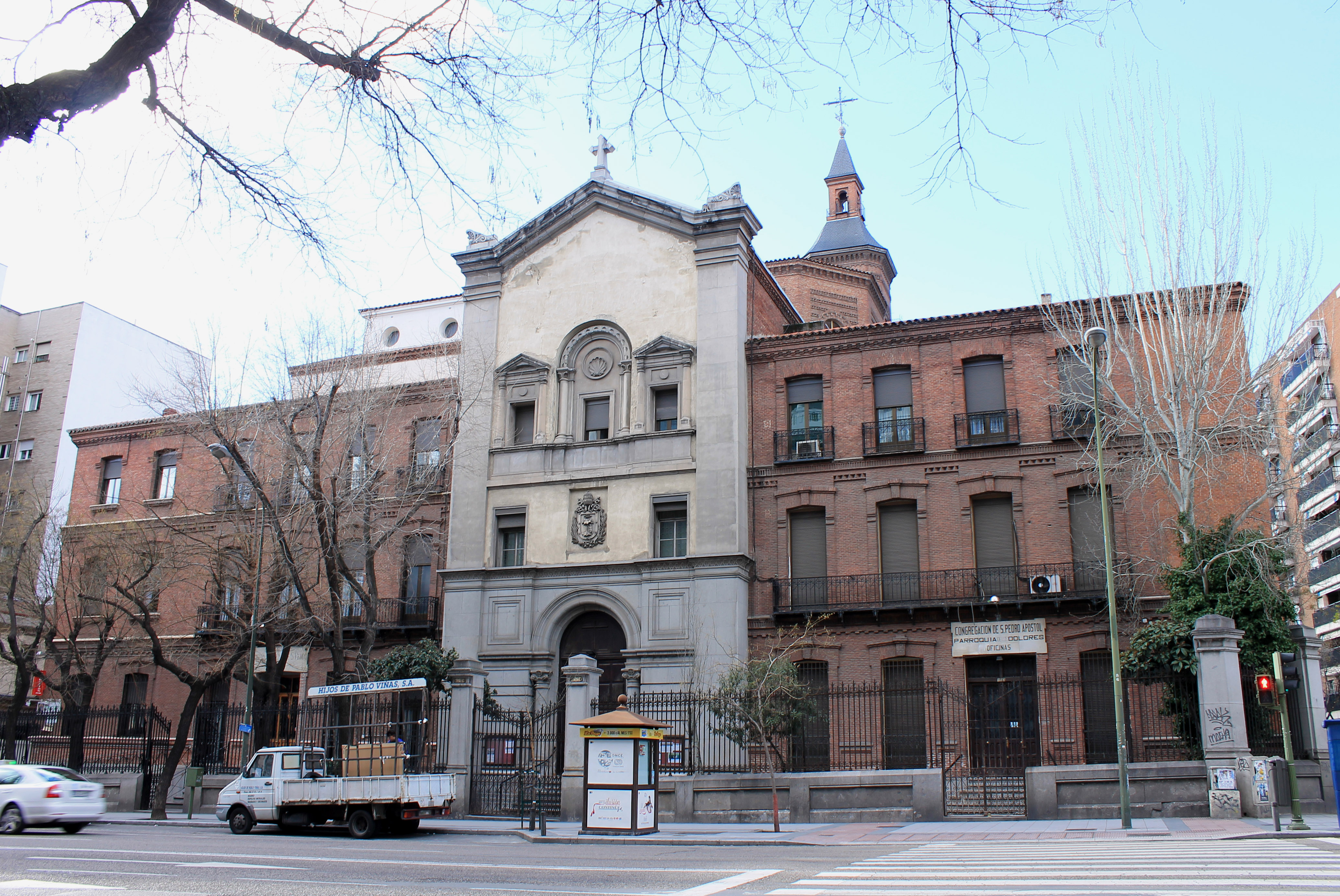
Hospital de San Pedro de los Naturales (Madrid).

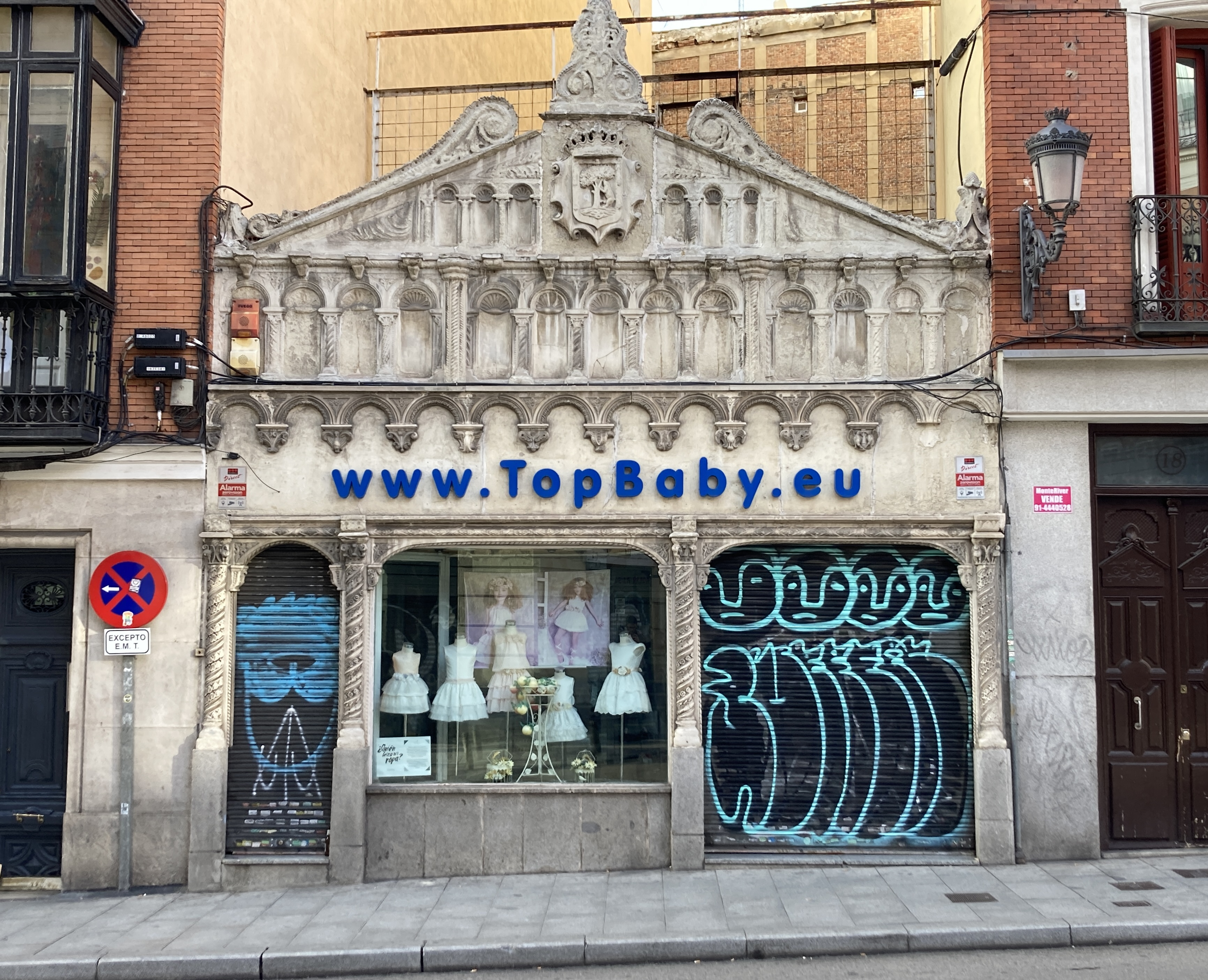
Antiguo almacén de mármoles Molina, en la calle de la Concepción Jerónima 20 de Madrid.

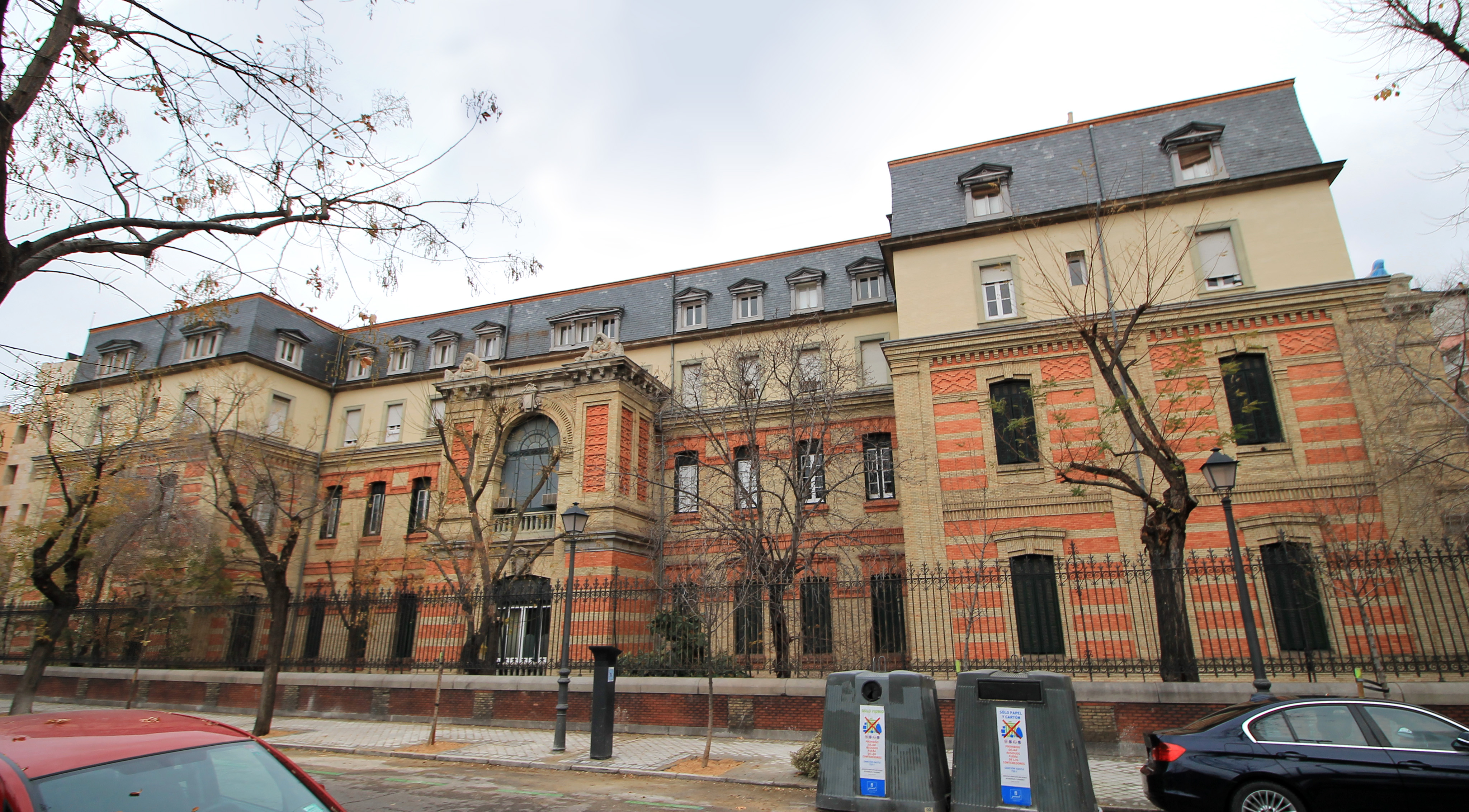
Instituto Oftálmico Nacional (Madrid).

Entre los cargos oficiales que ocupó Urioste, se encontraron los de arquitecto de la Delegación especial del Gobierno de la República para la administración general del Patrimonio que fue de la Corona (24 de febrero de 1873); arquitecto forense en varios bienios; vocal de la Junta provincial de Sanidad en diferentes épocas; de la Comisión especial de Evaluación y Repartimiento de la Contribución territorial en Madrid (1878); de la Junta consultiva del servicio de incendios (1883); de la de Teatros, en varias ocasiones; de tribunales de concursos y oposiciones a cátedras y pensiones a Roma, entre ellos del Concurso internacional de Berna (1901) para el Monumento conmemorativo de la Unión postal universal; delegado en los congresos internacionales de Métodos de ensayo de materiales de construcción (París, 1900), internacional de Arquitectos París (1900); vocal de la Junta Superior de Prisiones (1902) y de la Junta de Urbanización y obras del Ministerio de la Gobernación (1903), del Real Consejo penitenciario (1904) y de otras varias; habiendo sido también elegido por sus compañeros presidente de la Sociedad Central de Arquitectos para el año 1903 y reelegido para 1904.

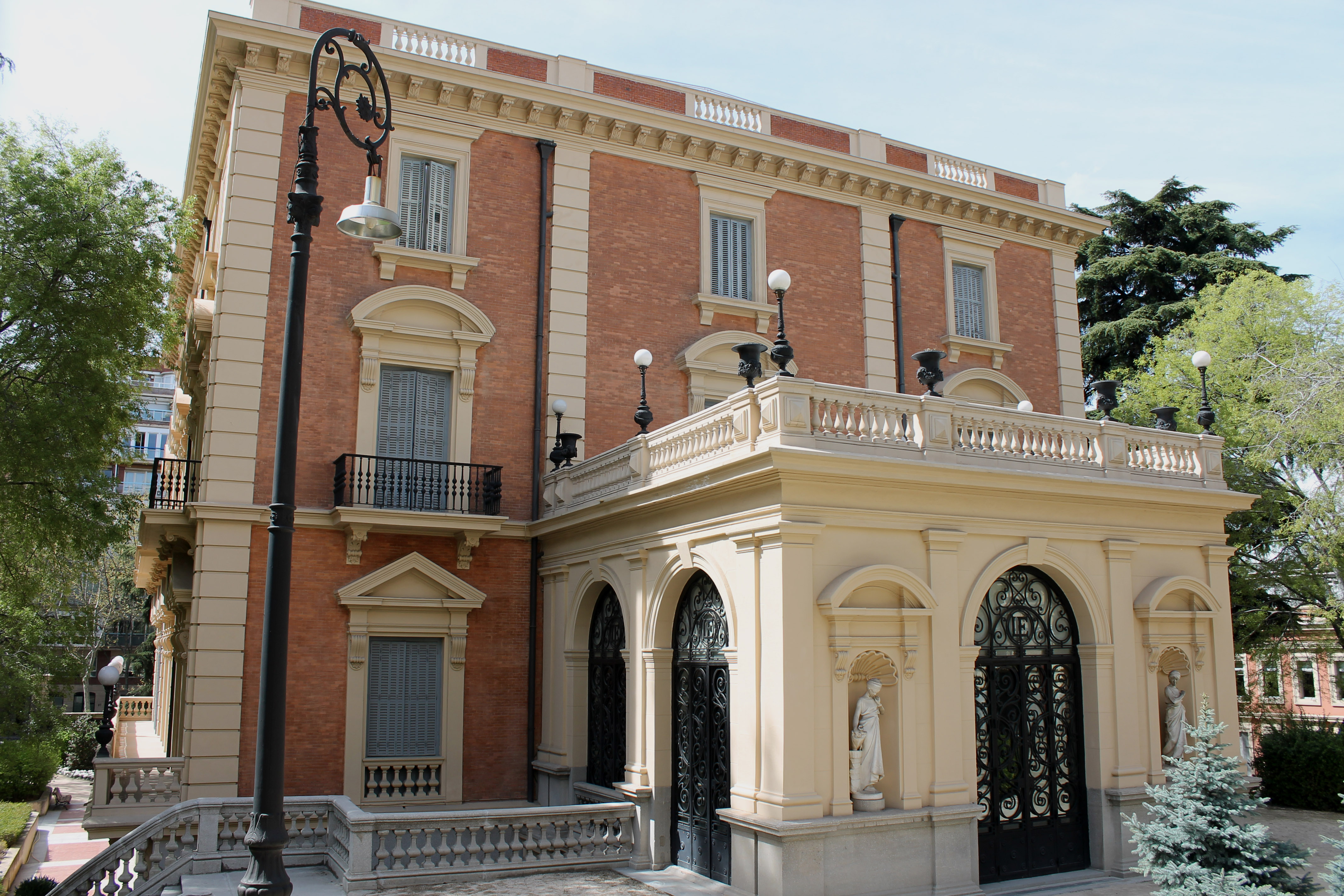
Fachada este del Museo Lázaro Galdiano (Madrid).

El 21 de abril de 1891 tuvo lugar su recepción en la Real Academia de Bellas Artes de San Fernando como individuo de número, con un discurso de entrada que versó sobre el Arte en la calle. Fue miembro correspondiente de la Sociedad Central de Arquitectos franceses (1901) y honorario de la Asociación artística para el fomento de la Arquitectura de Roma (1904), así como correspondiente de la Sociedad de Arquitectura de Bélgica (1904), del Instituto Americano de Arquitectos (1905) y del Real Instituto de Arquitectos británicos (1905).
Falleció el 24 de mayo de 1909 en Madrid, a las siete de la tarde.

## Obras
Urioste proyectó diversos edificios en la ciudad de Madrid, entre ellos:
- Antigua casa-palacio de los duques de Sueca y Alcudia.
- Museo Lázaro Galdiano (Antiguo palacio "Parque Florido" y sede editorial de La España Moderna) situado en la calle Serrano.
- Sede del Instituto Oftálmico Nacional, completada en 1902 en la calle General Arrando.
- Sede del Laboratorio Municipal de Madrid (1902).
- Hospital de San Pedro de los Naturales (1902).
- Iglesia del Colegio Divina Pastora.
- Edificio de La Correspondencia de España ubicado en la calle Mayor, construido en 1888 y posteriormente ampliado por el arquitecto Ricardo García Guereta en 1916.
- Restauración de la iglesia de Santa María de Lebeña.
- Puerta de España del Parque del Retiro Madrid.